# Tamazula, Sinaloa
Tamazula är en ort i Mexiko.   Den ligger i kommunen Guasave och delstaten Sinaloa, i den västra delen av landet, 1 200 km nordväst om huvudstaden Mexico City. Tamazula ligger 11 meter över havet och antalet invånare är 3 217.
Terrängen runt Tamazula är mycket platt. Runt Tamazula är det ganska tätbefolkat, med 100 invånare per kvadratkilometer. Närmaste större samhälle är Guasave, 13,5 km norr om Tamazula. Trakten runt Tamazula består till största delen av jordbruksmark.